# Globosusa curiosa
Globosusa curiosa là một loài bướm đêm trong họ Noctuidae.